# Maliyuru, Chamarajanagar
Maliyuru là một làng thuộc tehsil Chamarajanagar, huyện Chamarajanagar, bang Karnataka, Ấn Độ.